# Micheil Scharwaschidse

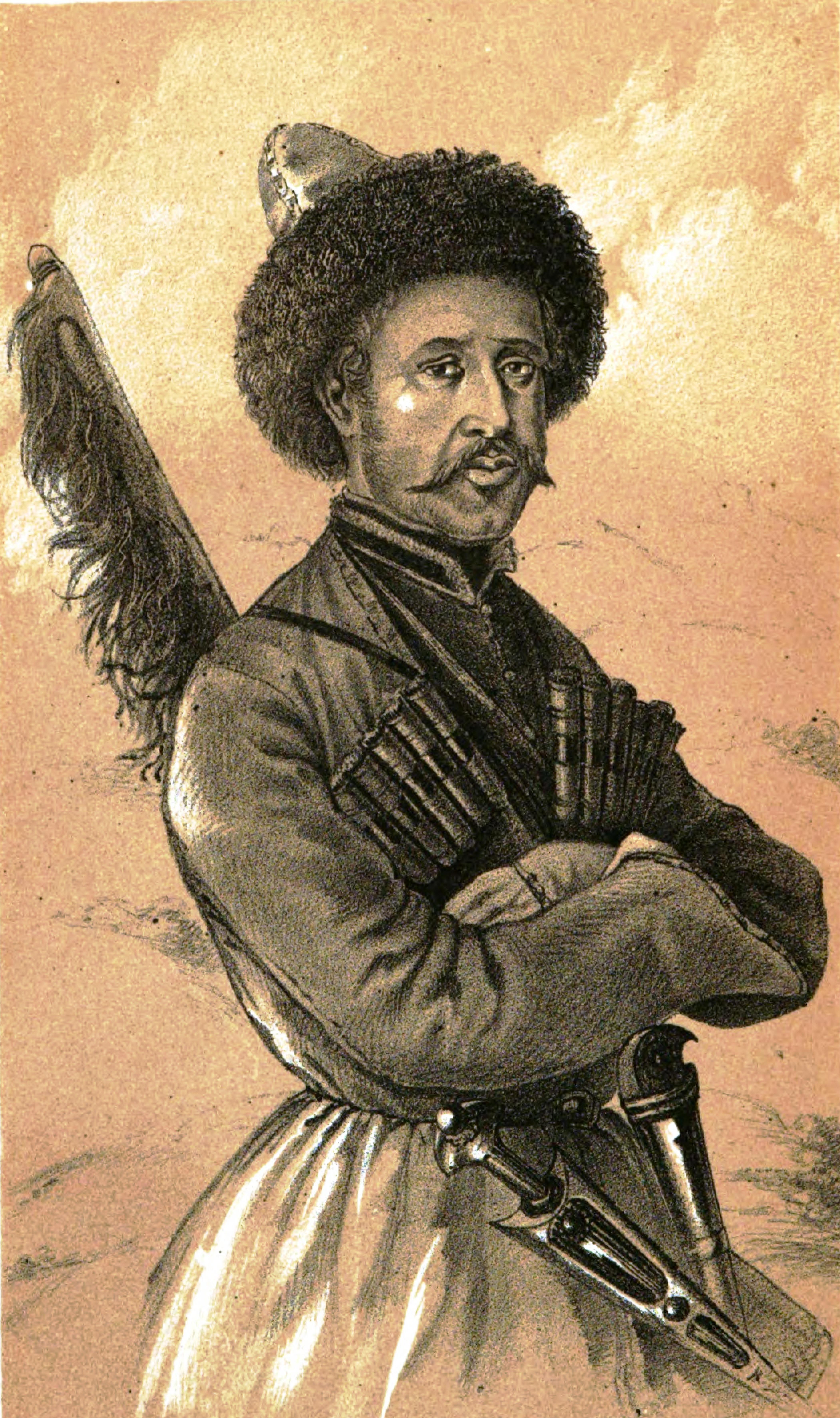
Micheil Scharwaschidse

Prinz Micheil Scharwaschidse († 1866) war von 1822 bis 1864 Staatsoberhaupt des Fürstentums Abchasien.
Zum Zeitpunkt, als Scharwaschidse die Macht in Abchasien übernahm, war die Region erst kurz zuvor zu einem russischen Protektorat erklärt worden, resultierend aus einem Manifest von Zar Alexander I. aus dem Jahr 1810. In die Regierungszeit Scharwaschidses fiel der Krimkrieg von 1853 bis 1855, in dessen Verlauf die Osmanische Armee nach Abchasien einmarschierte. Scharwaschidse wurde dazu gebracht, den Osmanen seine Loyalität zuzusichern; 1864 warfen ihm die Russen schließlich deshalb vor, mit dem Osmanischen Reich kooperiert zu haben. Er wurde nach Woronesch (Russland) ins Exil geschickt, wo er etwa zwei Jahre darauf starb.